# Pluk u svemiru
Pluk u svemiru (fra. Pluk, naufragé de l’espace) je francuski dugometražni animirani znanstveno-fantastični film za djecu nastao 1978. Film je prerađen u seriju kratkometražnih filmova za prikazivanje na TV.
Autor je mađarsko-francuski animator Jean Image. Film je prvi put prikazan 1979. godine.

## Podaci
- naziv originala: Pluk, naufragé de l’espace[2] (Pluk, brodolomac iz svemira)
- jezik: francuski
- produkcija: Films Jean Image
- realizacija: Jean Image (pomoćnik: Richard Heinz)
- scenarij: France Image, Jean Image
- dijalog: France Image
- dekor: Marie-Luce Image
- animacija: Michel Bertrand, Olivier Bonnet, Denis Boutin, Patrick Deniau, Jean Gillet, José Xavier
- kamera: Jacques Brassard, Christian Moisset
- montaža: Per Olaf Csongova
- glazba: Fred Freed, dirigent Armand Migiani
- glasovi: Anne Osty, Christian Parisy, Maurice Vamby
- zvuk: Alain Garnier, René Renault
- tehnička realizacija: Annie Laurent, Alice Le Breton, Irene Orloff, Dominique Pot
- tehnika: crtani film
- trajanje: 74 minute
- format: kolor (Eastmancolor)
- datum izlaska: 14. ožujka 1979.

## Kratkometražna verzija
Dugometražni crtani film je u francuskoj prikazivan u dijelovima od cca 5 min u pod nazivom ARAGO X-001. Kod nas je emiritan u ovom formatu u nastavcima u terminu crtića prije Dnevnika.  

## Sadržaj i likovi
Crtani film se u Hrvatskoj zvao Pluk u svemiru. 
Robot Pluk je vanzemaljac, odnosno vanzemaljski robot. Pluk bježi od svojih progonitelja koji su napali njegov planet. Za to vrijeme na Zemlji dječak Niki je napravio svoj svemirski brod Arago X-001 i planira s djevojčicom Babete i psom Jupiterom otputovati u istraživanje svemira. Nespretni Jupiter, htjevši pomoći, zapali svemirski brod. Pluk stiže na Zemlju u Nikijevu radionicu bježeći od neprijatelja koji su zarobili njegov brod i moli Nikija da mu pomogne vratiti se kući. Popravivši Nikijev brod svi skupa, svemirskim brodom odlaze sa Zemlje, putuju svemirom, a na tom neobičnom putovanju dešavaju im se razne nezgode i komične situacije.[nedostaje izvor]
- robot Pluk

- dječak Niki
- djevojčica Babet
- pas Jupiter

Posebnost sinkronizacije je bio zvuk koji je proizvodio robot Plut: tutn čk čk, a koji se pojavljuje i u originalu.

## Vanjske poveznice
- Pluk u svemiru na Internet Movie Databaseu
- (fr.) Članak na AFCA-i  Arhivirana inačica izvorne stranice od 15. listopada 2007. (Wayback Machine)